# Virus satellite
Pour les articles homonymes, voir satellite.

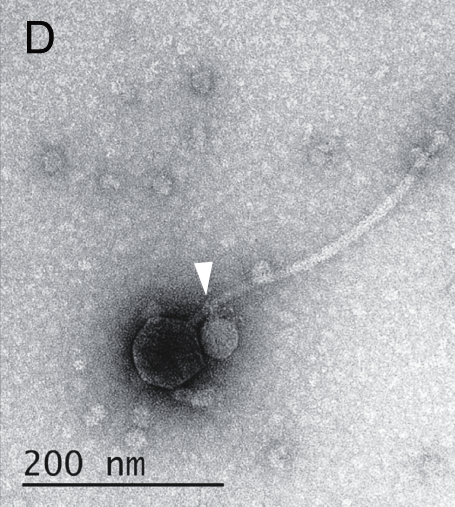
Systèmes de phages satellites Streptomyces. Images TEM représentatives du phage satellite Sterptomyces MiniFlayer adsorbées sur le cou du phage Streptomyces MindFlayer. La pointe de flèche indique le point d'attache.

Un virus satellite est une particule subvirale composée d'une séquence nucléotidique codante, qui nécessite une co-infection avec un virus qualifié d'assistant pour effectuer la propagation horizontale -- à ne pas confondre avec les disséminations verticales type lysogénie ou encore endogénisation.
Si le satellite nécessite un virus assistant pour sa réplication ou son encapsidation, l'inverse n'est pas vrai. Lorsqu'un satellite inhibe ou perturbe la réplication du virus assistant, il est éligible comme virophage (on parle alors de virus hôte plutôt que de virus assistant). Le virus satellite peut aussi apporter un regain de virulence à son virus assistant. On dit qu'il "module" la virulence de son assistant/hôte.
Au même titre que les virophages, ils sont considérés comme faisant partie des particules subvirales. Il existe des propositions de classification pour discriminer par "espèces" ou au moins par famille.